# 레이철 빌슨
레이철 빌슨(Rachel Bilson, 1981년 8월 25일 ~ )은 미국의 배우이다.

## 출연 작품
- 하트 오브 딕시 4 (2015)
- 아메리칸 하이스트 (2014)
- 하트 오브 딕시 3 (2013)
- 더 투 두 리스트 (2013)
- 하트 오브 딕시 2 (2012)
- 하트 오브 딕시 1 (2011)
- 라이프 해픈스 (2011)
- 웨이팅 포 포에버 (2010)
- 뉴욕 아이 러브 유 (2008)
- 점퍼 (2008)
- 업 클로즈 위드 캐리 키건 (2007)
- 척 (2007)
- 라스트 키스 (2006)
- 더 레이트 레이트 쇼 위드 크레이그 퍼거슨 (2005)
- 지미 키멜 라이브! (2003)
- 오씨 (2003)
- 더 레이트 레이트 쇼 위드 크레이그 킬본 (1999)